# Головкин, Николай Владимирович
Голо́вкин Никола́й Влади́мирович (род. 16 июля 1953 года) — российский работник органов внутренних дел, начальник Главного управления МВД РФ по Московской области (14 апреля 2011 года — 27 января 2014 года). C 2014 года Помощник Министра МВД России. Генерал-полковник милиции (2008), в 2011 году переаттестован и ему было присвоено специальное звание генерал-полковник полиции.

## Биография
Родился 16 июля 1953 года в деревне Зуево Вологодского района Вологодской области.
В органах внутренних дел с 1974 года — инспектор отдела борьбы с хищениями социалистической собственности (БХСС) Управления внутренних дел (УВД) города Вологды.
В 1981 году окончил Всесоюзный юридический заочный институт, а в 1984 году — Академию МВД.
В 1984—1989 — заместитель начальника отдела БХСС УВД Вологодской области.
В 1989—1991 — начальник шестого отдела оперативно-розыскного бюро (впоследствии Управление по борьбе с организованной преступностью) УВД Вологодской области.
В 1991—2001 — начальник УВД Вологодской области.
С октября 2001 года по апрель 2011 — начальник Главного управления внутренних дел Московской области, с 14 апреля 2011 года — начальник Главного управления МВД РФ по Московской области.
27 января 2014 года Президент РФ Владимир Путин освободил Николая Головкина от должности начальника ГУ МВД по Московской области.
Указом Президента РФ № 132 от 10 марта 2014 года Николай Владимирович назначен помощником Министра внутренних дел РФ.

## Специальные звания
- Генерал-полковник милиции (2007)
- Генерал-полковник полиции (14.04.2011)[2]

## Награды
- Орден Почёта (6.12.2006)
- Медаль «За отличную службу по охране общественного порядка»
- Медаль «За безупречную службу» I степени
- Медаль «За безупречную службу» II степени
- Медаль «За безупречную службу» III степени
- Знак «Почётный сотрудник МВД»
- Заслуженный сотрудник органов внутренних дел Российской Федерации
- Орден Ивана Калиты (Московская область, 2013)[3]